# Brázdim
Brázdim (do roku 1949 Veliký Brázdim, německy; v 6. pádu se používá tvar „v Brázdimě“) je obec v okrese Praha-východ ve Středočeském kraji. Obec se rozkládá asi osmnáct kilometrů severovýchodně od centra Prahy a šest kilometrů západně od města Brandýs nad Labem-Stará Boleslav. Žije zde 711 obyvatel.

## Historie

### Počátky obce Brázdim
První historická zmínka o Brázdimě je z roku 1052 v základní listině boleslavské kapituly. Jméno je však zkomoleno na „Prisnin“. Už tehdy to byly dvě tvrze s několika chalupami: Veliký Brázdim a Malý Brázdim (Brázdimec, Brázdimek, později po roce 1777 Starý Brázdim). Nový Brázdim byl založen mnohem později, až roku 1777. Nynější obec (Velký) Brázdim byla založena rozdělením císařského velkostatku. V bývalé tvrzi byl zřízen císařský hřebčinec, proto se dodnes zachovalo druhé jméno obce Štít od německého slova Gestüt.

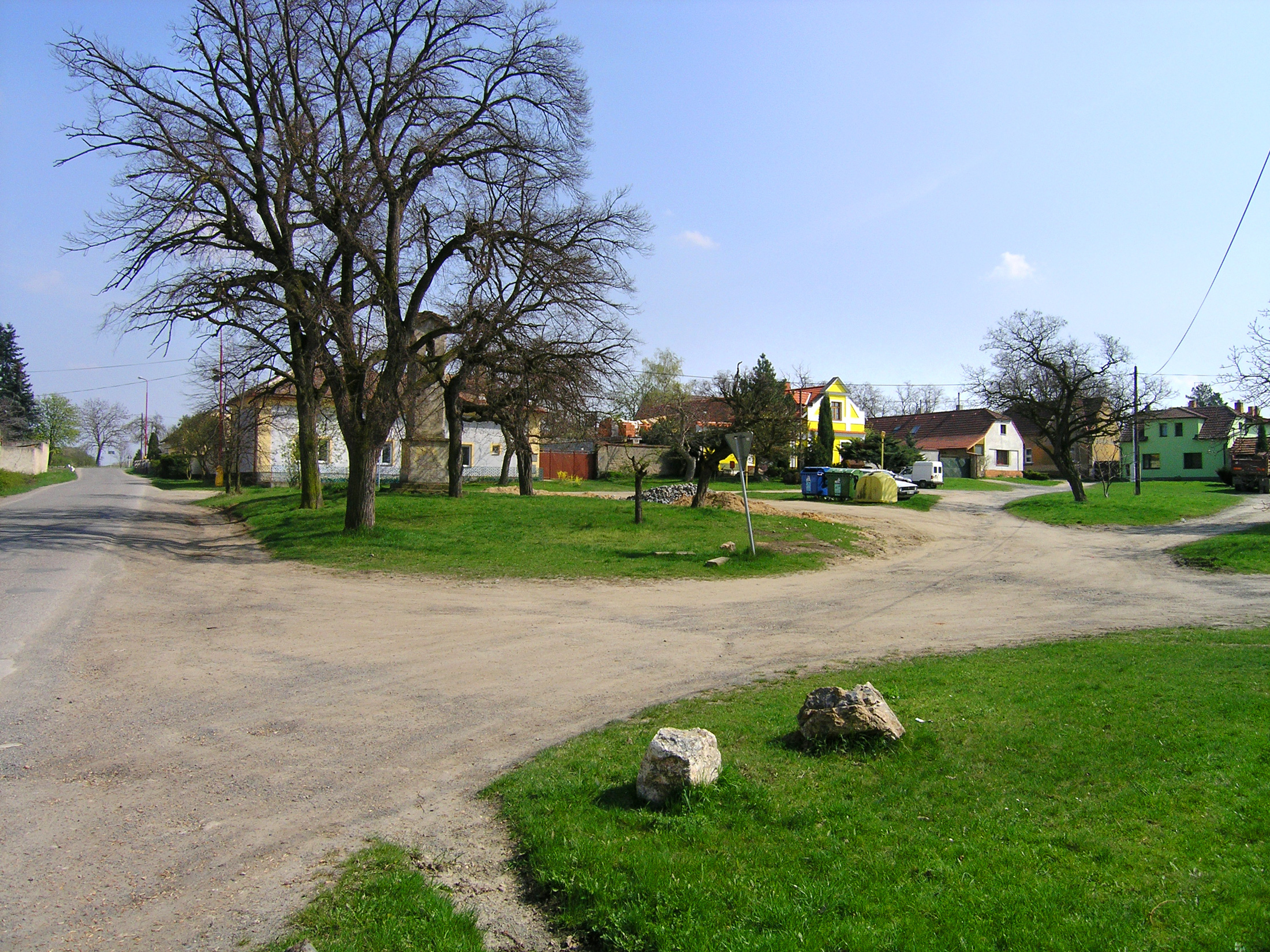
Náves ve Velikém Brázdimě

#### Veliký Brázdim
Veliký Brázdim je prastará osada. Okolí muselo být zalidněno dávno před naším letopočtem. Za obcí na kopečku Homolka byly nalezeny kosti skrčenců a další předměty jako např. bronzová jehlice, bronzové a jantarové korále, bronzový spirálový náramek a různé nádoby. Věci byly uloženy v Národním muzeu.
Mezi nejstarší majitele tvrze ve Velikém Brázdimě podle historika Augustina Sedláčka patřil Pavlík z Újezda a Jana z Duban. Jiný historik zase uvádí Benešovské. Historicky doložený je z roku 1362 Mikuláš Benešovský, jemuž patřily oba Brázdimy. Poté náležely Mikuláši Vavřincovi, který je prodal Němci Cammererovi. Albert Cammerer zemřel roku 1437. V husitských bouřích je zabrali Pražané a později je sami pronajímali. Poté je získal pražský měšťan Antonín z domu U Oslův (jeho příjmení je odvozeno od znaku jeho domu v Melantrichově ulici v Praze).
Za vlády Jiřího z Poděbrad je jako majitel připomínán Vaněk z domu U Pěti Korun. Roku 1547 koupil Veliký Brázdim (tvrz, dvůr poplužní, s poplužím s dědinami, lukami, vrbinami, hájkem, rybníky, štěpnicí a krčmou) Bernard Borman z Lauchu. Jeho syn Jan byl nevděčný, matku utiskoval, byl sudič a práč, sotva se ujal statku, udělal dluhy. Dožil se jen asi 37 let, předtím roku 1575 prodal Brázdim za zástavní sumu 5000 kop míšeňských Bryknarovi. Pak se rychle vystřídalo několik majitelů: Jan Hůlka z Počernic (1580), Jakub Jan Beřkovský ze Šebířova (1584), Magdalena Beřkovská z Řevnic (1595), Mikuláš Beřkovský (1598).
V roce 1610 prodal oba Brázdimy Jan Rudolf Trčka z Lípy císaři Rudolfovi II. za 20 000 kop míšeňských. Tím byly Brázdimy připojeny k brandýskému panství. Brandýs, zámek, lesy a statky patřily císařské rodině Habsburků až do roku 1918. Při předávání tvrze ve Velikém Brázdimě do majetku císaře Rudolfa II. je uváděn dvůr, který zahrnoval celou nynější náves a pět chalup řemeslníků, což byli tito: šafář Martin, řezač Řehoř, kovář Václav, krčmář Jiřík Černý a tesař Jan Rozporka. Ke každé chalupě přináležel i kousek pole. Dvůr musel být značných rozměrů. Podle dochovaných záznamů z roku 1614 k němu náleželo 126 kop a 52 záhonů půdy (cca 762 strychů). Tak například v roce 1614 zde bylo oseto 148 strychů pšenice, 120 strychů žita, 50 strychů ječmene, 216 strychů ovsa a 17 strychů hrachu. Stav dobytka v tomto roce byl: 16 klisen,1 pušťák (hřebec), 30 krav dojných, 60 kusů svinského (vepřového) a 340 ovcí.

#### Nový Brázdim
Nový Brázdim byl založen v roce 1777 rozdělením císařských dvorů ve Velkém a Malém Brázdimě. Současně se založením Nového Brázdima byla založena i škola. V roce 1780 měl 30 čísel popisných, v roce 1830 31 čísel a 185 obyvatel, v roce 1890 měl čísel 36 a 215 obyvatel (102 mužů a 113 žen). Ve vsi měli 28 koní, 131 kusů hovězího, 18 koz a 91 kusů vepřového. V roce 1900 bylo čísel 37 a obyvatel 270 (133 mužů a 137 žen). Údaje o pěstovaném domácím zvířectvu jsou již přesnější: 25 koní, 137 kusů hovězího, 27 koz, 117 kusů vepřového, 89 husí, 539 slepic, 14 kachen a dokonce 12 včelích úlů. O deset let později, tj. v roce 1910 zde bylo už 50 čísel a 283 obyvatel (144 mužů a 139 žen). Měli 40 koní, 132 kusů hovězího, 34 koz, 240 kusů vepřového, 62 husí, 637 slepic, 5 kachen a 13 úlů.
Půdorys obce tvořil po německém vzoru kříž. Uprostřed křižovatky měly rohové usedlosti ustoupit zpět z řady, aby vznikla jakási náves, ale pouze tři osadníci uposlechli společného usnesení, jen u čp. 7, které tehdy vlastnil Jan Steinfest neustoupil a tím byla pravidelnost návsi porušena. Náves byla vysázena ořešáky a bylo jich tu tolik, že Novému Brázdimu se přezdívalo Ořechov. V kruté zimě v letech 1928–1929 však koruny ořechů omrzly a náves byla náhle pustá a prázdná. Obecní zastupitelstvo se tehdy usneslo, že se místo ořešáků zřídí předzahrádky. Většina obyvatel uposlechla a ostatní se postupně přidali. Některé mladší ořešáky však znovu obrostly a náves se tak znovu zelená.
Obce Nový a Veliký Brázdim neměly robotu. Gruntovní činže odváděla jednotlivá hospodářství jako nájem z polí. V čas potřeby museli obyvatelé chodit do lesů kopat jámy při vysazování stromků (tzv. „na kulturu“) a prohazovat sníh na císařských silnicích. Za tyto práce však byli placeni několika groši. Piva se vypilo v militantním roce 1815 (tj. od 1. 11. 1814 do 31. 10. 1815) ve Starém Brázdimě 24 sudy, v Novém Brázdimě 37 sudů a ve Velkém Brázdimě (ve Štítě) 24 sudů. Úhrnem tedy 87 sudů. Jeden sud stál 31,3 zlatých, v květnu toho roku byl sud zdražen o 20 krejcarů.

#### Malý (Starý) Brázdim

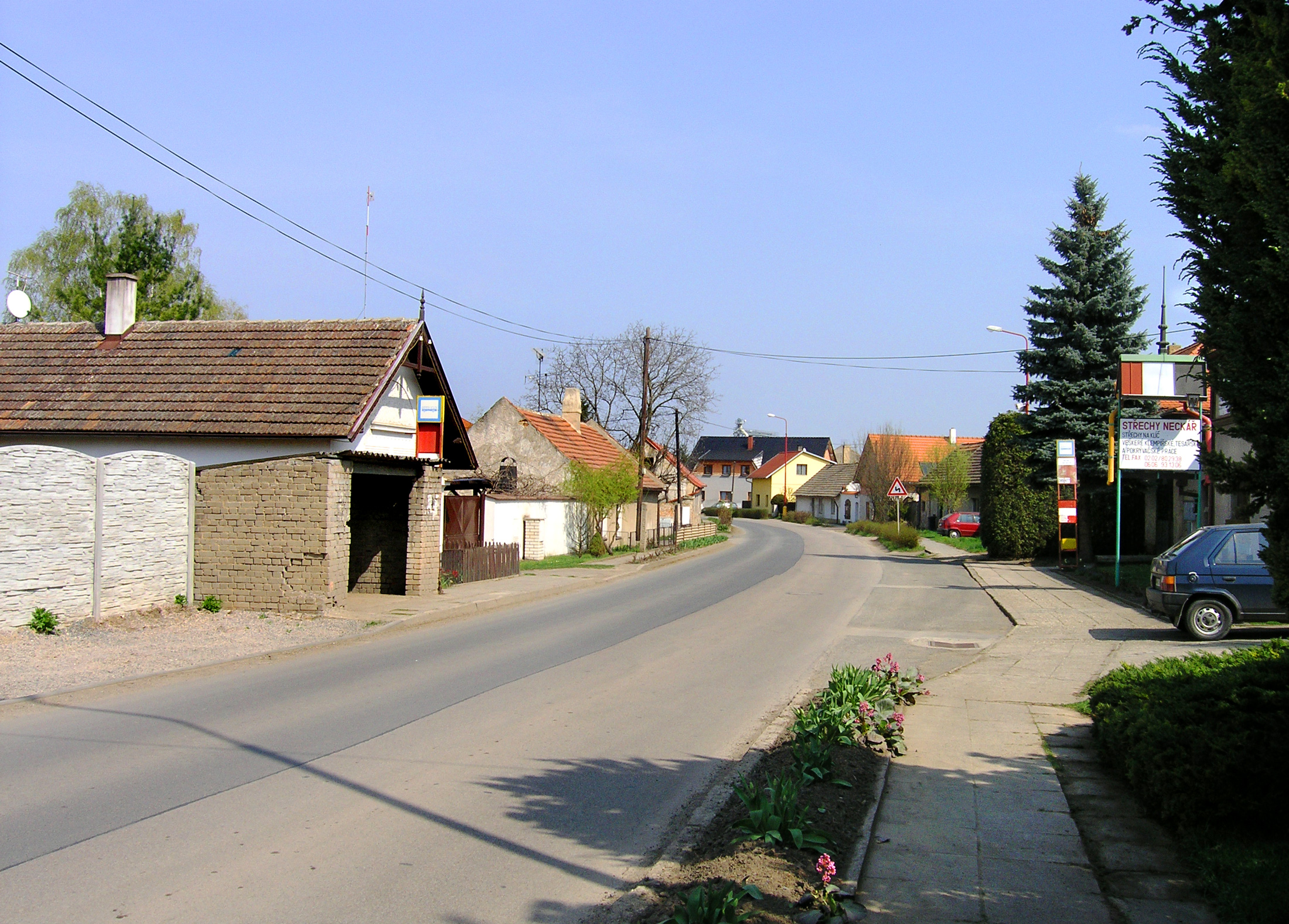
Starý Brázdim

Také nazývaný Brázdimek nebo Brázdimec je obec také prastarého původu pod kopcem Kuchyňkou. Na Kuchyňce prý stávalo hradiště a nalezly se tu zbytky pálených cihel. Rovněž na nedalekém Zlatém kopci prý stávalo keltské oppidum (opevněné středisko Keltů; Slované je posléze částečně vytlačili na západ a částečně s nimi splynuli).
Jméno na Starý Brázdim bylo změněno až při založení Nového Brázdima v roce 1777. Dvůr stával při č. 18, neboť v gruntovní knize je psáno „gewester Meierhof“ (bývalý panský dvůr). Podle starých zpráv náležel Benešovským. Oba Brázdimy byly povětšinou v držení stejného majitele, ale už například v roce 1362 odprodal Mikuláš Benešovský Malý Brázdim Matouši Turnovskému (nebo z Turnova). V roce 1379 však už zase náležel Janu Benešovskému, vnuku Mikulášově. V první polovině 16. století se o Malý Brázdim musela soudit Johanka z Přítočna se svým nehodným manželem Janem Širokým z Mirovic. V kronice je dokonce uvedena její obsáhlá stížnost králi a císaři Ferdinandovi I. Bylo jí vyhověno, ale stejně po její smrti v roce 1562 propadl majetek jako odúmrť králi.
Další majitelé vlastnili oba Brázdimy společně a od roku 1610 byly obě osady připojeny k císařskému panství v Brandýse. V trhové smlouvě ze dne 27. července 1610, kdy Rudolf Trčka prodal oba Brázdimy císaři Rudolfovi II., je uvedeno 9 poplatníků v Malém Brázdimě. V purkrechtní knize se uvádí 10 gruntů a chalup: č. 1 Matěj Pospíšil 24 kop záhonů roli orné, č. 2 Jan Žíželický 9 kop záhonů, č. 3 Jan Boháč 1 kopa 48 záhonů, č. 4 Matěj Bachura krčma, 2 kopy 40 záhonů, č. 5 grunt hraběte Trčky (nyní Šimona Rosy) 2 kopy 40 záhonů, č. 6 Václav Novotný 1 kopa 46 záhonů, č. 7 grund Beřkovského (nyní Tomáš Kočí) 1 kopa 40 záhonů, č. 8 Jan Zmužil 15 kop 50 záhonů, č. 9 Novákovský s chalupou asi 150 kop záhonů, č.10 Nemravovský čili Křížkovský 3 kopy záhonů.
Obec Starý Brázdim měla robotu. Například za vlády císaře Josefa II. (v roce 1781) činila robota na gruntu č. 1 104 dní tažných (později změněno na 36 zlatých a 33 1/4 krejcaru). Na gruntu č.9 156 dní tažných (později změněno na 36 zlatých a 56 krejcarů). Na gruntu č. 17 156 dní tažných (později změněno na 98 zlatých a 30 1/2 krejcaru). Na chalupě č. 4 78 dní pěších (později změněno na 28 zlatých a 51 1/2 krejcaru). Dnem 1. ledna 1790 měla být robota domkářů a podruhů zrušena, ale nestalo se tak, protože dne 26. února 1790 zemřel císař Josef II. Robota jako taková byla plošně zrušena až v roce 1848.

### Třicetiletá válka
Válka třicetiletá začala druhou pražskou defenestrací dne 23. května 1618 defenestrací císařských místodržící Slavaty a Martinice a písaře Fabriciuse Platnera. V kronice sluzské se tomuto činu věnuje pan farář Pubal dost podrobně, protože mezi nejdivočejší vzbouřence patřil držitel dvora v sousedních Sluhách Ernfrýd Berbisdorf z Berbisdorfu. Ten např. dne 19. srpna na zemském sněmu vášnivě mluvil proti císaři Ferdinandovi: „Všichni ze všech zemí mají táhnouti do pole. Kdo by zůstal doma, má být na vlastních vratech oběšen nebo rozsekán.“ Pravděpodobně i jeho přičiněním byl českým králem zvolen Fridrich Falcký, zvaný zimní král, který byl dne 4. listopadu 1619 byl korunován na krále českého a při té příležitosti pasoval pět osob na rytíře svatého Václava, mezi nimiž byl i Ernfrýd Berbisdorf. Ve stavovském vojsku pak zastával Berbisdorf hodnost rytmistra, ovšem nejvýznamnějším jeho činem asi bylo pustošení katedrály svatého Víta. Dne 8. listopadu 1620 v bitvě na Bílé Hoře bylo Fridrichovo vojsko, vedené Anhaltem a Hohenlohem, v krátké bitvě poraženo od bavorského vévody Maxmiliána. Sotva došla do Prahy první zpráva o porážce stavovského vojska na Bílé Hoře, král utekl a s ním i Berbisdorf.

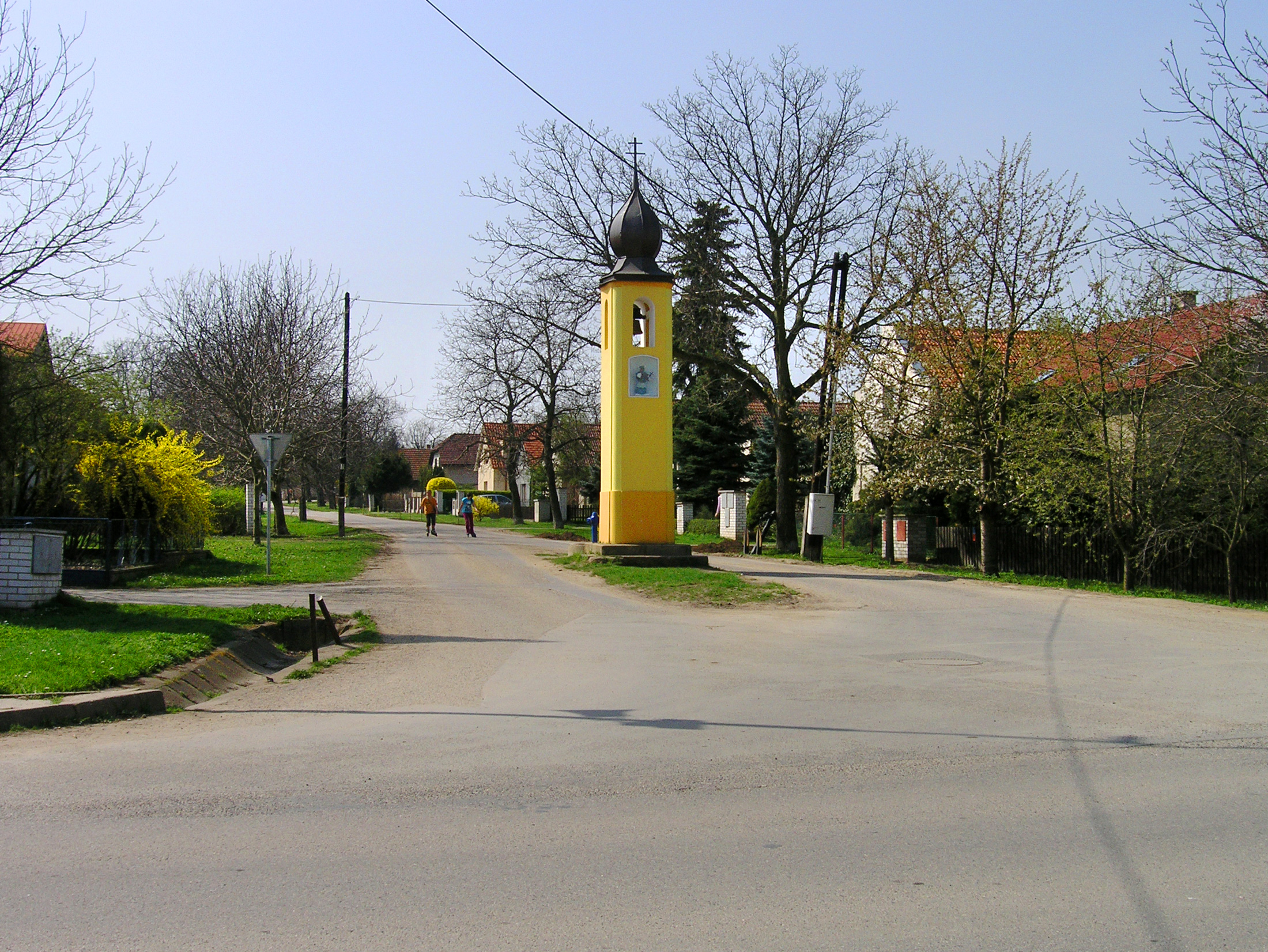
Zvonice ve středu obce

Sluhy byly konfiskovány a v roce 1623 odevzdány koleji jezuitů u sv. Klimenta na Starém městě Pražském. Po konci třicetileté války (vestfálský mír v roce 1648) pak zanikly vesnice Livy (dodnes se pamatuje pouze název na silnici k Brandýsu) a obec Záhoří, která se nacházela za kopcem Kuchyňkou mezi Popovicemi a Cvrčovicemi. Následky války se kraje dotkly i jinak, už v roce v roce 1621 leželo císařské vojsko v Praze, Brandýse i Kostelci a pod záminkou, že nebere žold, vyjíždělo do okolí plenit a loupit. Hospodáři opouštěli grunty, které pustly. Pan farář Pubal ve své kronice píše: „Mohu líčiti jen to, co se na našich osadách událo a co je známo z pramenů. Co nebylo zapsáno, upadlo v moře zapomenutí. V roce 1625 zdvihl se lid na panství Brandýském a Lisském, že se jim děje příkoří ve víře evangelické. Opouštěli statečky, shromáždili se v nemalém počtu s bílými prapory se zlatými kalichy na nich. Správce panství Brandýského je hleděl upokojiti, že se přestoupení jich k víře katolické odkládá. Ale lid se nenechal uchlácholiti pouhými sliby. V roce 1631 Sasové obsadili Brandýs a v okolí drancovali. V roce 1634 obsadili Brandýs opět. Dne 2. června 1639 dobyli Brandýs Švédové a jako žhavá láva se rozlili po celých Čechách, řádíce velice krutě, nešetříce ani kostelů ani žen ani dětí. Sami se chlubili, že za jediný rok vypálili v Čechách 6.000 měst, vesnic a dvorů. I naše osady velice trpěly, lid pobit nebo utekl do lesů, domy vydrancovány, spáleny, pole zpustošena a udupána. Deset, dvacet i více let zůstala ležet ladem. Po uzavření míru Vestfálského v roce 1648 byl učiněn konec války třicetileté. Obce se těžce a pomalu počaly probouzet k novému životu. Grunty byly obsazovány novými robotníky: Sluhy osazeny lidmi z Přezletic, Mratín lidem z Lukavce, Brázdim lidmi z císařských panství až ze Slezska. Ale jak bídný měli ubozí robotníci život. Stavení vypálena a pobořena, pole pustá, léta neosívaná. K tomu platy a robota. Čím větší grunt, tím větší bída. Dřeli do úpadu, měli hlad a proto raději utíkali. Mimo to je trápily časté pohromy. V letech 1637, 1647, 1657 a 1661 byla veliká sucha. Roku 1665 se ukázala kometa a uhodilo sucho tak veliké, že studnice, potoky a řeky vyschly.“ V roce 1680 zde také řádil mor, kolik lidí ale zemřelo, není možné zjistit, protože tehdy matriky nebyly nebo se ztratily.

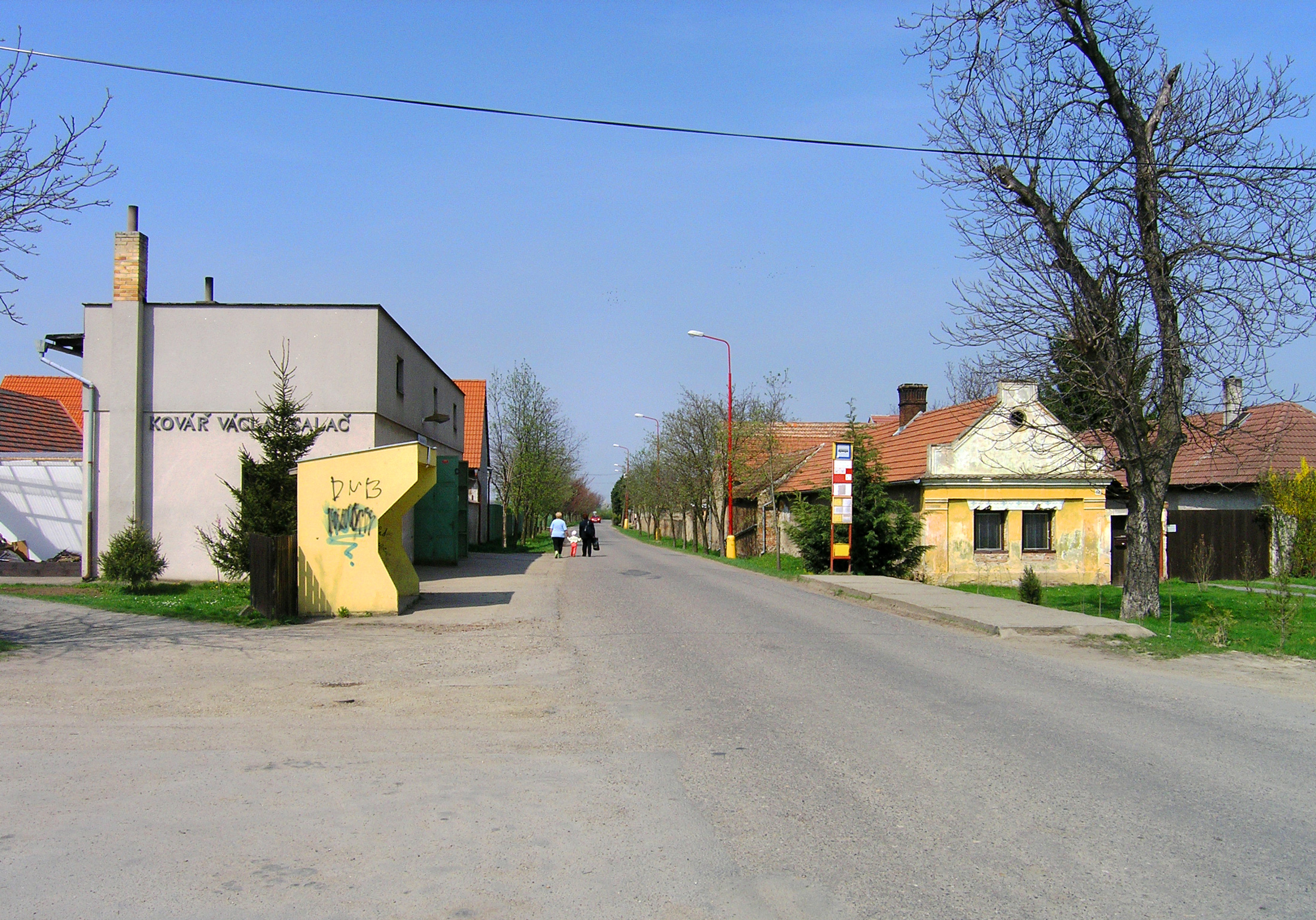
Náves

Jaká byla bída na selských gruntech dosvědčuje příklad gruntu č. 8 (později č. 9) ve Starém Brázdimě, který v roce 1616 za 400 kop grošů koupil krčmář Jiřík Černý. Při koupi zavdal 100 kop grošů, při zápise 80 kop a ročně měl klást po 6 kopách grošů. V letech 1617 až 1631 složil 40 kop grošů. V následujících letech zahynula celá rodina až na jediného syna Jana, který žil v Praze jako mlynářský tovaryš. Vrchnost ho donutila, aby se gruntu ujal a aby vrchnosti doplatil zbytek kupní smlouvy 72 kop grošů v ročních splátkách. Janu Černému však bylo zle a požádal vrchnost o povolení k prodeji krčmy ve Velkém Brázdimě, kterou zdědil po otci. Hejtman však prodej nepovolil. Jan Černý si musel vypůjčit obilí k setí, ničil ho dluh přes 60 zlatých rýnských. Obilí zasel, ale protože měl pole blízko lesa, panská zvěř mu úrodu spásla. V zoufalství si podal žádost na Českou komoru, aby mu byl dluh odepsán. Nemohl se však se dočkat vyřízení své prosby a sběhl. Protože po jeho útěku neměl grunt hospodáře, sousedi pole obdělávali a odváděli vrchnosti čtvrtý mandel. Roku 1677 dosadila vrchnost na tento grunt Jana Moravce. Ani jemu se nedařilo a roku 1687 jeho rodina rovněž utekla. V roce 1688 za 175 kop grošů ujal se gruntu Matěj Malina. Ani on však nedokázal grunt obdělat, protože měl chorou ženu a postoupil jej Vojtěchu Prášilovi (Práškovi). Roku 1692 Malina sebral ženu a děti a sběhl. Grunt byl velmi zpustlý, budovy potřebovaly opravy, na něž nebyly prostředky. Kromě toho byl velký a jedna rodina jej nemohla obdělat. Proto šel z ruky do ruky: od roku 1692 Matěj Pavlis, 1696 Adam Kaplíř, 1708 Jakub Písecký, 1711 znovu Adam Kaplí, který roku 1715 zemřel. Roku 1722 se gruntu ujal Jan Rychtrmoc, roku 1724 Matěj Řehák, který klesal víc a víc do dluhů a proto jej postoupil Václavu Mrnkovi. Teprve v této rodině se grunt udržel až do roku 1851 (tehdy jej převzala Marie Nováková ze Zelenče, roku 1864 pak její syn Josef, od roku 1893 zeť František Čurda, jehož dcera se provdala za Antonína Zurynka, jehož rodina drží statek dosud).

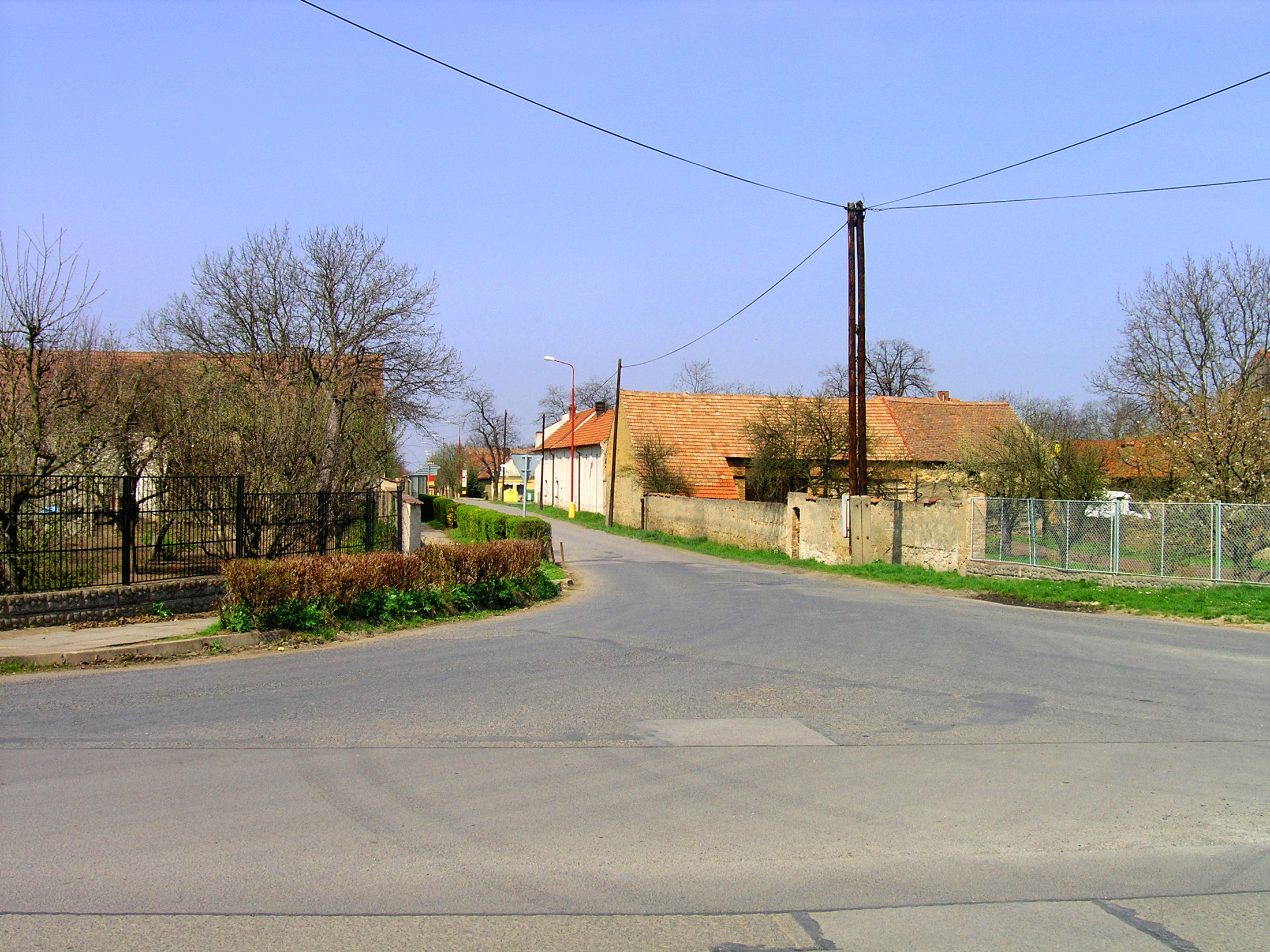
Silnice k Poleradům

### Tragické události v Brázdimě
Až do druhé světové války žila vesnice poklidným životem, a jen čtyři tragické události tuto tišinu porušily. Prvním byl případ starých manželů Májových ze Sluh. Starý Máj byl nejprve vylákán večer ze svého bydliště ve Sluhách a na křižovatce polních cest zavražděn. Jeho žena byla týž den večer zardoušena ve svém domě ve Sluhách při krmení husí. Stalo se tak v podvečer pouti ve Sluhách a vrah, nebo vrazi nebyli nikdy vypátráni. Říkalo se, že svého otce do Brázdima vylákal jeho vlastní syn a vraždit mu pomáhal jeho švagr, bydlící v Brázdimě. Důvodem mohlo být dědictví, rodiče prý odmítali dát mladým chalupu. Na věčnou paměť je nad křižovatkou cest pomníček – křížek s nápisem „Na tomto místě byl dne 24. dubna zavražděn…“. Kolem křížku je vysázena skupina akátů.
Druhý případ se stal, když při nějaké zábavě se několik mladíků popralo, rvačka se přenesla na náves, kde jednoho mladíka povalili. Ten v sebeobraně bodl jiného tak nešťastně, že ho smrtelně zranil.
O třetím případě napsal Václav Králík: „Na třetí případ se moc dobře pamatuji. Moje spolužačka Máňa Stránská, moc hezké děvče, měla milého - pekařského chasníka. Rodiče známosti nebránili a byli nesmírně překvapeni, když našli Máňu v posteli mrtvou. Její milý ji ubil sekáčkem. Motiv? Neznámý. Při přelíčení se přišlo na to, že chasník házel živé kočky do rozpálené pece. Tedy sadista. Byl odsouzen za zabití na sedm let. Za války prý utekl, byl chycen a popraven.“
Čtvrtý případ byl nejasný. Syn chalupnice Houkové ze Starého Brázdima čistil pistoli a při náhodném výstřelu zastřelil svou sestru. Ledacos se povídalo o životní pojistce. Svědci však nebyli žádní.

### Židé v Brázdimě
Převahu v Brázdimě měli katolíci, registrovaných evangelíků bylo málo. Po první světové válce přešlo několik katolíků, ale i jiných, do církve Československé. Za první republiky byly ve vsi jen dvě rodiny židovské. Rodina Rusova, která měla malý krámek, jenž později koupil pan Hatka, a rodina Baierova (pozn. nynější Vernerova hospoda). Ta už byla zámožnější, měla obchod, řeznictví a pole. Před první světovou válkou bylo těchto rodin víc, například velkostatek (pozn. později Kolátorův) vlastnil Žid Oplatek.
Obě židovské rodiny skončily tragicky. Starý Rus zemřel ještě před druhou světovou válkou. Jeho dcera, provdaná za Araba, v té době už vdova se synem Josefem se vrátila do Egypta, odkud pocházel její manžel Eleoa. Arabové však zvláště smíšená manželství Židovky s Arabem pronásledovali.
Rodina Baierova dopadla obdobně. Starý Baier zemřel ještě pře vypuknutím války. Stará paní, syn Rudolf a dcera Vlasta byli odvezeni do koncentráku. Manžel Vlasty včas utekl do Anglie. Jejich hospodu, řeznictví a pole dostal do správy sudetský Němec Pusch, vedoucí SA na okrese Brandýs. Rudolf a Vlasta v koncentračním táboře zahynuli. Ironií osudu se domů vrátila umřít jen babička, stará paní Baierová. Ve své opuštěnosti si chodívala popovídat naproti k Pospíšilovým. Jednou si tu postěžovala: „Schovali jsme si nějaké zlato a cennosti u některých Brázdimáků, kterým jsme důvěřovali. Zpět jsme nedostali nic, všechno zapřeli!“

## Obyvatelstvo
| Rok            | 1869 | 1880 | 1890 | 1900 | 1910 | 1921 | 1930 | 1950 | 1961 | 1970 | 1980 | 1991 | 2001 | 2011 | 2021 |
| -------------- | ---- | ---- | ---- | ---- | ---- | ---- | ---- | ---- | ---- | ---- | ---- | ---- | ---- | ---- | ---- |
| Počet obyvatel | 530  | 562  | 597  | 680  | 708  | 600  | 686  | 567  | 606  | 567  | 543  | 537  | 602  | 654  | 741  |
| Počet domů     | 82   | 85   | 89   | 94   | 117  | 120  | 144  | 160  | 154  | 157  | 149  | 183  | 196  | 226  | 249  |

## Obecní správa

### Územněsprávní začlenění

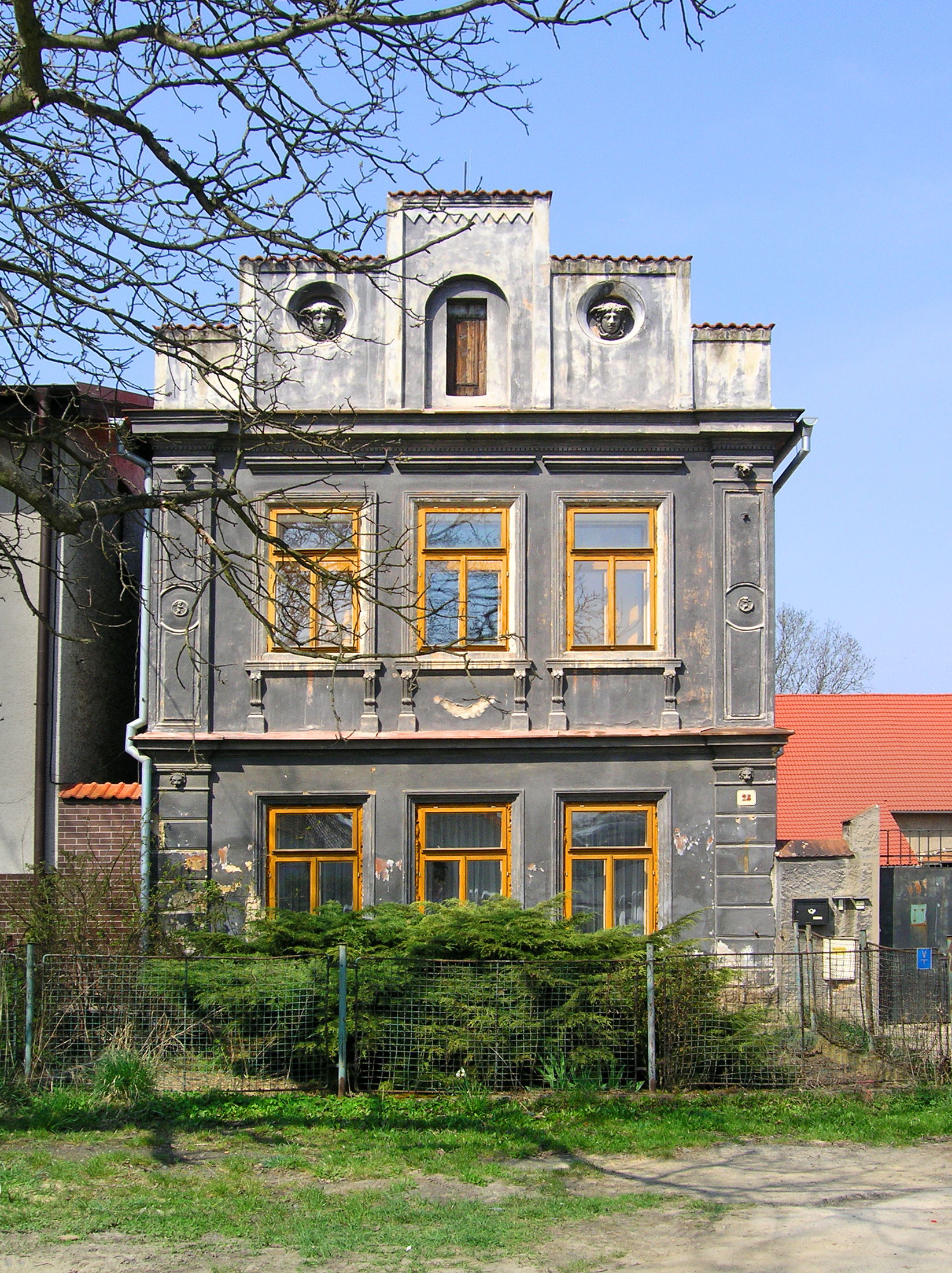
Dům městského typu v centru obce

Dějiny územněsprávního začleňování zahrnují období od roku 1850 do současnosti. V chronologickém přehledu je uvedena územně administrativní příslušnost obce v roce, kdy ke změně došlo:
- 1850 země česká, kraj Praha, politický okres Karlín, soudní okres Brandýs nad Labem[8]
- 1855 země česká, kraj Praha, soudní okres Brandýs nad Labem[8]
- 1868 země česká, politický okres Karlín, soudní okres Brandýs nad Labem[8]
- 1908 země česká, politický i soudní okres Brandýs nad Labem[9]
- 1939 země česká, Oberlandrat Mělník, politický i soudní okres Brandýs nad Labem[10]
- 1942 země česká, Oberlandrat Praha, politický i soudní okres Brandýs nad Labem[11]
- 1945 země česká, správní i soudní okres Brandýs nad Labem[12]
- 1949 Pražský kraj, okres Brandýs nad Labem[13]
- 1960 Středočeský kraj, okres Praha-východ[14]

### Části obce
Obec sestává ze dvou vesnic (základních sídelních jednotek), jednou je Brázdim, srostlý ze dvou částí Nový a Starý Brázdim, druhou pak (navzdory svému názvu o něco menší) Veliký Brázdim, vzdálený necelý kilometr severním směrem. Tyto tři evidenční části pak leží na jednom katastrálním území Brázdim:
- Nový Brázdim
- Starý Brázdim
- Veliký Brázdim

### Obecní symboly
Znak a vlajka byly obci uděleny rozhodnutím předsedy Poslanecké sněmovny Parlamentu České republiky dne 20. ledna 2005.

## Společnost

### Rok 1932
V obci Veliký Brázdim (přísl. Nový a Starý Brázdim, 765 obyvatel) byly v roce 1932 evidovány tyto živnosti a obchody: cihelna, 2 holiči, 3 hostince, 2 koláři, středočeský konsumní spolek, 2 kováři, krejčí, 2 obchody s lahvovým pivem, 5 rolníků, 4 řezníci, 4 obchody se smíšeným zbožím, 3 trafiky, velkostatek Kolátor.

## Vybavenost a poloha obce

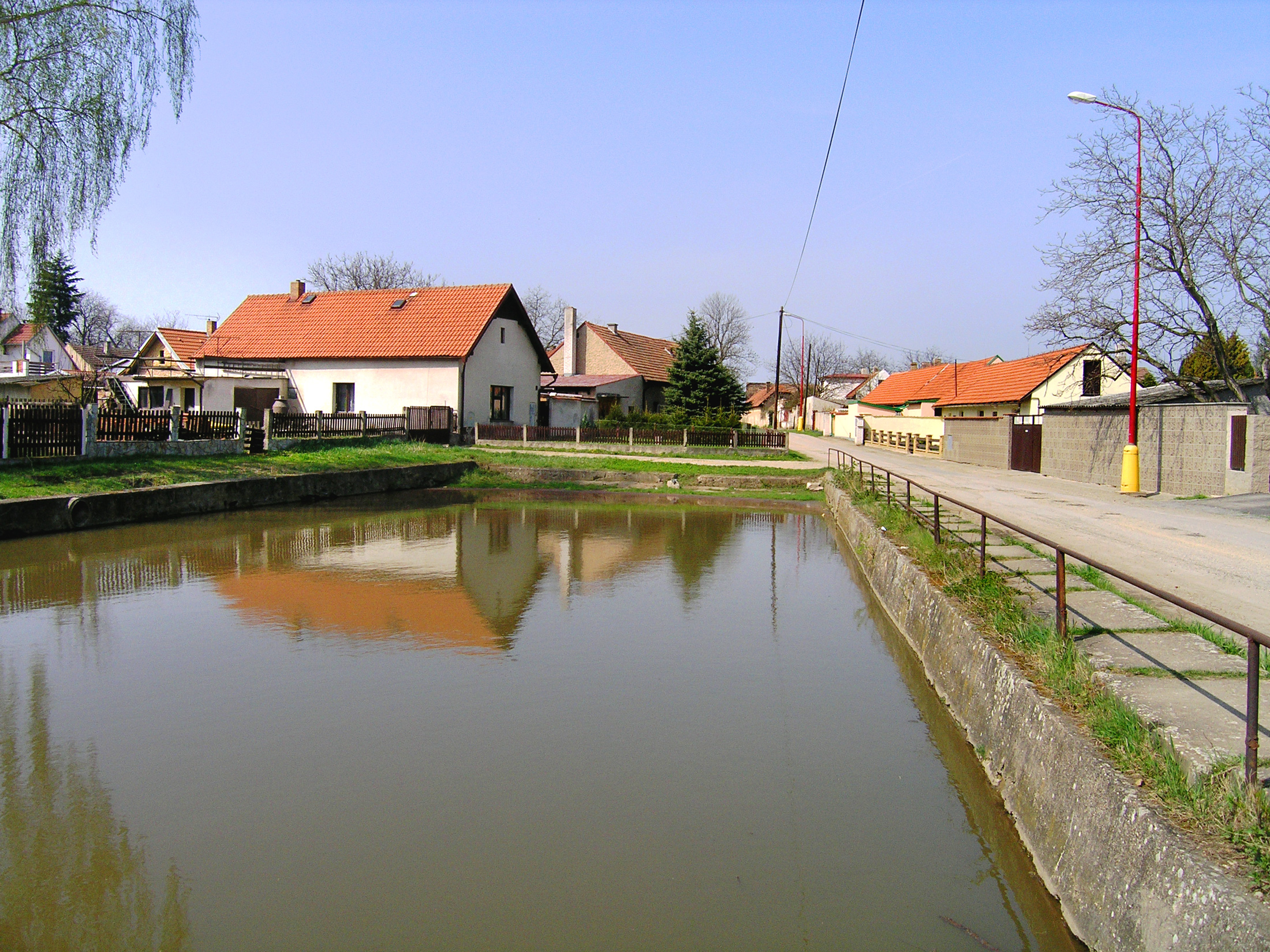
Obecní rybník v obci Brázdim

V obci se nachází obecní úřad, obchod se smíšeným zbožím, 2 hospody (1 v Novém, 1 ve Starém), skládka západně od obce ve směru na Veleň, kontejnerová autodoprava Petružálek, agrodružstvo Brázdim, jednotka sboru dobrovolných hasičů Brázdim, obecní knihovna, kovárna, dětský koutek v parku u pomníku padlým vojákům z první a druhé světové války, fotbalové hřiště a základní a mateřská škola. Obcí prochází cyklistická stezka. K těm nejoblíbenějším kulturním akcím patří tradiční staročeské máje nebo taneční zábavy, včetně karnevalu. Pro děti jsou určeny akce jako třeba rozloučení s prázdninami, mikulášská nadílka či rozsvícení vánočního stromu (s ohňostrojem). Aktivně se do života v obci zapojují místní spolky a o veškerém dění informují Brázdimské noviny.
Obec sousedí s obcemi: Veleň, Sluhy, Polerady, Cvrčovice, Popovice a s městem Brandýs nad Labem-Stará Boleslav. Za obcí směrem na Brandýs nad Labem-Starou Boleslav a Popovice se nachází přírodní památka Kuchyňka, kde se dříve těžil kámen.

## Osobnosti

### Spisovatel Vojtěch Rakous
Syn Šalamouna Österreichera Adalbert přišel na svět 8. prosince 1862 ve Starém Brázdimě. Jeho matka byla Barbora rozená Polláková. Jediné školní vzdělání získal navštěvováním židovské školy v Brandýse. Poté se vyučil Praze jako prodavač v galanterním obchodě, ale zájem měl o literaturu. Oblíbil si starší českou literaturu – Tyla, Herloše, Chocholouška, Nerudu. Po devíti letech se vrátil do rodného kraje. Bydlel v Mratíně, živil se jako hauzír (podomní obchodník) a obchodoval obilím. Později založil se svým bratrem Karlem obchod obuví, Karel vedl hlavní závod v Jindřišské ulici, Vojtěch filiálku v Libni.
Publikovat začal díky spisovateli a redaktorovi Času Janu Herbenu, který také přeložil jeho německé jméno jako Vojtěch Rakous. Na Herbenovo doporučení začal vydávat Rakousovy humoresky ve svém Palečku Rudolf Pokorný. Dějištěm je české maloměsto a vesnice, kreslí někdy s úsměvem, někdy s úsměškem místní mocipány, podlízavce, omezence, nešiky, paničky dávající rozumy nedovtipným manželům a jejich humor přechází v satiru. Herben byl jen nakrátko ochráncem Rakousovým, pak se už tento neveliký, hubený, snědý mladíček židovského typu i literárně staral sám o sebe. Stal se přispěvatelem českobrodského časopisu Naše hlasy, napsal několik povídek do Kalendáře českožidovského, kde vyprávěl o světě venkovských židů, z nichž pocházel. Publikačně se omezoval na periodika českožidovského hnutí a jen výjimečně psal i jinam.
Teprve první vydání povídkového souboru Vojkovičtí a přespolní z roku 1910 bylo přijato jako pozoruhodné dílko a česká literatura si připsala do svého rejstříku nové jméno knižní prvotiny autora, kterému bylo tehdy bezmála 50 let, který čtvrt století publikoval a který hlavní část svého beletristického díla už vytvořil. V rozmezí let 1910–1926 vyšlo celkem sedm vydání Vojkovických a přespolních, cyklus Mothe a Rezi byl zdramatizován a zfilmován. Po Mikoláši Alšovi a Karlu Ladislavu Thumovi, ilustrátorech Rakousových humoresek v Palečku, ilustroval jeho povídky mimo jiné Adolf Kašpar a Josef Lada. Rakousovy povídky byly překládány do cizích jazyků – zatímco Vojtěch Österreicher nadále a téměř do konce života prodával v malém krámku v Libni na Primátorské třídě čp. 440 (dnešní Zenklova) boty svým předměstským zákazníkům a splýval se svým okolím jak jazykově, tak životním stylem. Zemřel v Libni 8. srpna 1935 a byl pohřben na Novém židovském hřbitově na rozhraní Libně a Kobylis.

### Kněz František Josef Řezáč Polehradský
Kněz a národní buditel František Josef Řezáč se narodil v Polehradech (nyní Polerady) 8. ledna 1819. Jeho rodný grunt měl rod Řezáčů v držení od nepaměti (pan farář Pubal při pátrání v archivech se setkal s tímto jménem už v roce 1420 kdy držitelkou gruntu a svobodné krčmy byla Anna Řezačka). Nejprve chodil nejprve do školy v Brázdimě a po dalších studiích přešel do semináře, kde se seznámil s Karlem Havlíčkem Borovským. Po vysvěcení na kněze působil na několika místech, nejdéle v Lítni u Berouna. Tam tenkrát kaplanoval jiný kněz buditel, Václav Beneš Třebízský, vztah obou kněží ale nebyl právě nejlepší.
Řezáč se brzy začal věnovat veřejné práci. Věnoval se hlavně školám a věznicím, věřil, že čím víc bude prvních, tím méně bude potřeba druhých. Vypracoval nový vězeňský řád, na tehdejší dobu velmi pokrokový, který byl v Rakousku přijat a uzákoněn. Mezi jeho prvními činy bylo zřízení české vyšší dívčí školy v Praze a zřízení české střední školy na Malé Straně. Pomáhal zakládat knihovny, sám jich založil na 300 a pokusil se zřídit opatrovny pro děti pracujících rodičů. Jako kněz se zasazoval o odluku církve od státu a zavedení dozoru okresního a zemského. Býval též zemským a říšským poslancem, ale za revoluce 1848 byl zatčen, uvězněn a hrozilo mu přísné potrestání. Po potlačení revoluce byl jako kněz propuštěn. Přesto sepsal a spolupodepsal odvážné memorandum proti útisku českého národa, podané 18. června 1860 dr. Riegerem a cukrovarníkem Macháčkem proti císaři.
V době svého dočasného vysazení z kněžství koupil Řezáč roku 1862 chalupu v Zárybech, v níž chtěl vytvořit základnu pro obnovení církve českobratrské, připojit se s ní k ruskému pravoslaví a tím k ruskému národu. Jeho styky s ruskou říší byly velmi živé. Charkovská univerzita ho jmenovala dopisujícím členem a ruskou vládou byl vyznamenán rytířským řádem Stanislavským. Přesto brzo vysílen odešel na odpočinek a o svátcích vánočních roku 1879 předčasně zemřel v šedesáti letech. V úmrtním listě v rubrice příčina smrti je uvedeno: „marasmus – všeobecná sešlost a ochabnutí sil jak tělesných, tak duševních“. Pochován je na olšanských hřbitovech. Zásluhou učitelstva okresu brandýského byla na rodném domě č. p. 14 v Poleradech zasazena pamětní deska.

## Doprava
Dopravní síť
- Pozemní komunikace – Do obce vedou silnice III. třídy. Ve vzdálenosti 4 km vede silnice II/101 v úseku Úvaly – Brandýs nad Labem-Stará Boleslav – Neratovice. Rovněž ve vzdálenosti 4 km vede silnice II/610 Praha-Kbely – Brandýs nad Labem-Stará Boleslav – Benátky nad Jizerou – Mladá Boleslav.
- Železnice – Železniční trať ani stanice na území obce nejsou. Nejblíže je železniční zastávka Polerady nad Labem ve vzdálenosti 3 km ležící na trati 074 Čelákovice–Neratovice.

Veřejná doprava 2017
- Autobusová doprava – Obcí projíždí regionální linky PID 417 a 477 (dopravce ČSAD Střední Čechy) a jedna příměstská linka PID 377 (dopravce ČSAD Střední Čechy), která jezdí z Prahy do Kostelce nad Labem. (dopravce ČSAD Střední Čechy, a. s.)